# 麻花

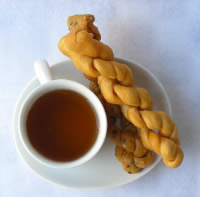

麻花（油赞子）是中国的一种特色油炸面食小吃，是索餅的起源，起源于陕西关中腹地，目前主要产地在陕西省咸阳、山西省稷山县、湖北省崇阳县与天津市，陕西咸阳以传统工艺出名，山西稷山以咸味油酥麻花出名，湖北崇阳以小麻花出名，而天津以生产大麻花出名。作法是将两三股条状的面团拧在一起，用油炸至熟即可。
在中国北方地区，立夏时节有吃麻花的古老习俗。